# Басас-да-Індія
Баса́с-да-І́ндія (фр. Bassas da India) — група незаселених островів в Індійському океані.

## Географія
Група незаселених островів вулканічного походження в південній частині Індійського океану в Мозамбіцькій протоці на півдорозі між Мадагаскаром та Мозамбіком за 50 миль на північ від острова Європа. Довжина берегової лінії — 35,2 км. Це підводна гора заввишки 3000 м, яка ледве підноситься над поверхнею океану. У період сильних припливів рифові поверхні острова повністю зникають під водою. Саме тому поряд з ним сталося безліч аварій корабля, про що свідчить велика кількість затонулих кораблів.
Найвища точка — 2,4 м, нижча — узбережжя Індійського океану — 0 м. Клімат тропічний. Звичайні циклони.

## Історія
З 1897 року — володіння Франції, з 1968 року — під управлінням спеціального комісара, що знаходиться в Реюньйоні.

## Опис
Острови не мають портів і гаваней, на них не ведеться ніяка сільськогосподарська й економічна діяльність.